# Гавашели, Георгий Григорьевич
Гео́ргий (Гоча) Григо́рьевич Гаваше́ли (груз. გიორგი (გოჩა) გრიგოლის ძე გავაშელი; 18 февраля 1947, Гагра, Абхазская АССР, Грузинская ССР, СССР — 25 декабря 1997, Уренгой, Россия) — советский футболист, полузащитник и нападающий. Мастер спорта СССР (1968).

## Биография
В 1966 году в тбилисском «Локомотиве» не сыграл ни одного матча. В 1967 году перешёл в «Динамо» Тбилиси, в составе которого выступал до 1976 года, проведя за это время 183 матча и забив 48 мячей, в 1968 году с 22 мячами стал лучшим бомбардиром чемпионата СССР (однако, честность этого достижения некоторыми исследователями ставится под сомнение), одним из самых молодых в истории советского футбола, а в 1976 году в составе команды стал обладателем Кубка СССР, помимо этого, сыграл 4 матча и забил один гол в розыгрыше Кубка УЕФА 1973/74.
Погиб в Уренгое в 1997 году.

## Достижения

### Командные
Обладатель Кубка СССР: (1)
- 1976 (ФК «Динамо» Тбилиси)

### Личные
Лучший бомбардир чемпионата СССР: (1)
- 1968 (ФК «Динамо» Тбилиси; 22 мяча в 36 матчах)

## Награды
- Мастер спорта СССР (1968)